# Luccombe (Wight)
Luccombe – wieś w Anglii, na wyspie Wight. Leży 169 km na zachód od miasta Newport i 242 km na zachód od Londynu.